# گاورنر کینگ (کشتی)
گاورنر کینگ (کشتی) (به انگلیسی: Governor King (ship)) یک کشتی بود. این کشتی در سال ۱۸۰۳ ساخته شد.